# Gabriel Alonso de Herrera

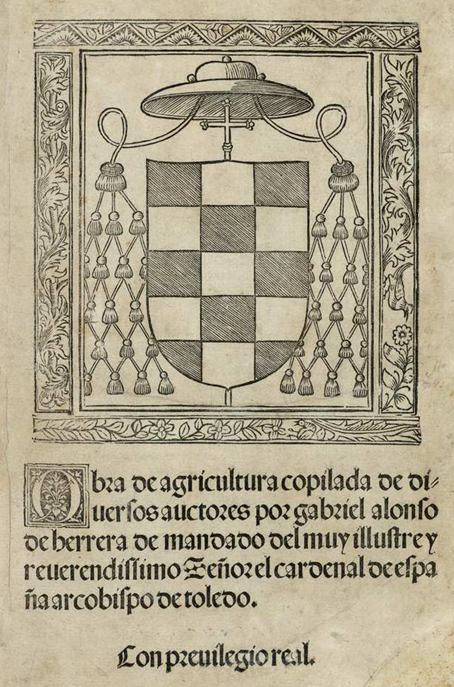
Frontispice de l' "Obra de Agricultura copilada de diuersos auctores". Alcalá de Henares: Arnao Guillén de Brocar; 1513.

Gabriel Alonso de Herrera (1475 ? – 1540 ?) est un agronome et écrivain espagnol.

## Biographie
Au XVIe siècle, les grands traités vont se multiplier en particulier en matière d’agriculture. Après les traités  des agronomes antiques qui concernaient essentiellement l’agriculture méditerranéenne, de nouveaux traités apparaissent même s’ils ne marquent pas de grands progrès sur les techniques du Moyen Âge. 
Alonso Herrera publia en 1539  le Libro de agricultura. Dans la même veine on peut citer le traité d’Anthony Fitzherbert publié en 1523 et qui connut huit éditions avant 1550, et la Cotivatione de l’Italien Luigi Alamanni (1546). Les premières éditions de la Maison rustique de Charles Estienne, qui devait avoir un succès très prolongé, furent publiées peu après 1530.